# Piaggio P.119
Piaggio P.119 là một mẫu máy bay tiêm kích thử nghiệm của Ý trong Chiến tranh thế giới II.

## Tính năng kỹ chiến thuật (P.119)
Dữ liệu lấy từ The Complete Book of Fighters
Đặc điểm tổng quát
- Kíp lái: 1
- Chiều dài: 9,70 m (31 ft 10 in)
- Sải cánh: 13 m (42 ft 8 in)
- Chiều cao: 2,9 m (9 ft ⅛ in)
- Diện tích cánh: 27,8 m² (299 ft²)
- Trọng lượng rỗng: 2.438 kg (5.374 lb)
- Trọng lượng có tải: 4.091 kg (9.020 lb)
- Động cơ: 1 × Piaggio P.XV RC.45, 1.120 kW (1.500 hp)

 Hiệu suất bay 
- Vận tốc cực đại: 644 km/h (348 kn, 400 mph) trên độ cao 6.795 m (22.300 ft)
- Tầm bay: 1,513 km (817 nmi, 940 mi)
- Trần bay: 12.603 m (41.340 ft [2])
- Tải trên cánh: 147 kg/m² (30,2 lb/ft²)
- Công suất/trọng lượng: 0,27 kW/kg (0,17hp/lb)

Trang bị vũ khí

- Súng: *1 × Pháo Breda-SAFAT 20 mm
- 4 × Súng máy Breda-SAFAT 12.7 mm